# StubHub
 StubHub é um e-commerce de origem americana no qual é possível comprar ou vender ingressos de vários tipos (para shows, espetáculos teatrais, eventos esportivos etc.) online . O site assegura as operações, atuando como um intermediário entre comprador e vendedor. Fundada no começo dos anos 2000, a empresa opera em vários países e dispõe de escritórios em cidades como Madri, Buenos Aires, Bogotá, Cidade do México e Tóquio. No portal o usuário pode colocar à venda um ingresso que já não vai utilizar ou comprar uma entrada de outro internauta. 

## História
A Stubhub surgiu em 2000, na cidade de São Francisco, nos EUA, como a primeira empresa de mercado secundário de ingressos do mundo. Ela foi fundada por Eric Baker e Jeff Fluhr, formados na Universidade de Stanford - ambos estudantes e investidores. Pioneira neste modelo de negócio, a companhia californiana foi comprada pelo eBay em 2007, por mais de trezentos milhões de dólares. Ao atuar como intermediária entre os usuários, a empresa investiu em um mercado secundário transparente e seguro.  Em 2006, ela anunciou o lançamento de um recurso chamado FanProtect , uma garantia aplicada sobre a compra de seus consumidores em caso de problemas.
Seguindo a mesma linha, a Ticketbis nasceu em dezembro de 2009, na Espanha levando a compra e venda de ingressos entre particulares ao mundo online. Em 2011, a companhia deu início a um forte processo de internacionalização, ao lançar versões de sua plataforma para diversos países. Em 2016, foi adquirida pela StubHub. No mesmo ano, a Ticketbis adotou a marca StubHub em todos os seus sites internacionais, inclusive o brasileiro. Desta forma, a companhia americana expandiu sua atuação a 48 países, se tornando o maior marketplace de ingressos do mundo.
Em abril de 2018, Sukhinder Singh Cassidy foi anunciada como a nova presidente da empresa. Sukhinder ja ocupou posições de liderança no Google, além de ter fundado a  theBoardlist, uma organização que promove a presença de lideranças femininas na indústria de tecnologia.

## Parcerias
A StubHub se tornou um grande patrocinador de equipes esportivas nos Estados Unidos, além de promover ativações com outras marcas. Em 2015, a lista de parceiros da empresa chegava a 120 nomes, entre casas de espetáculos e times a outras empresas de tecnologia como Apple, Spotify, Amazon e Uber.

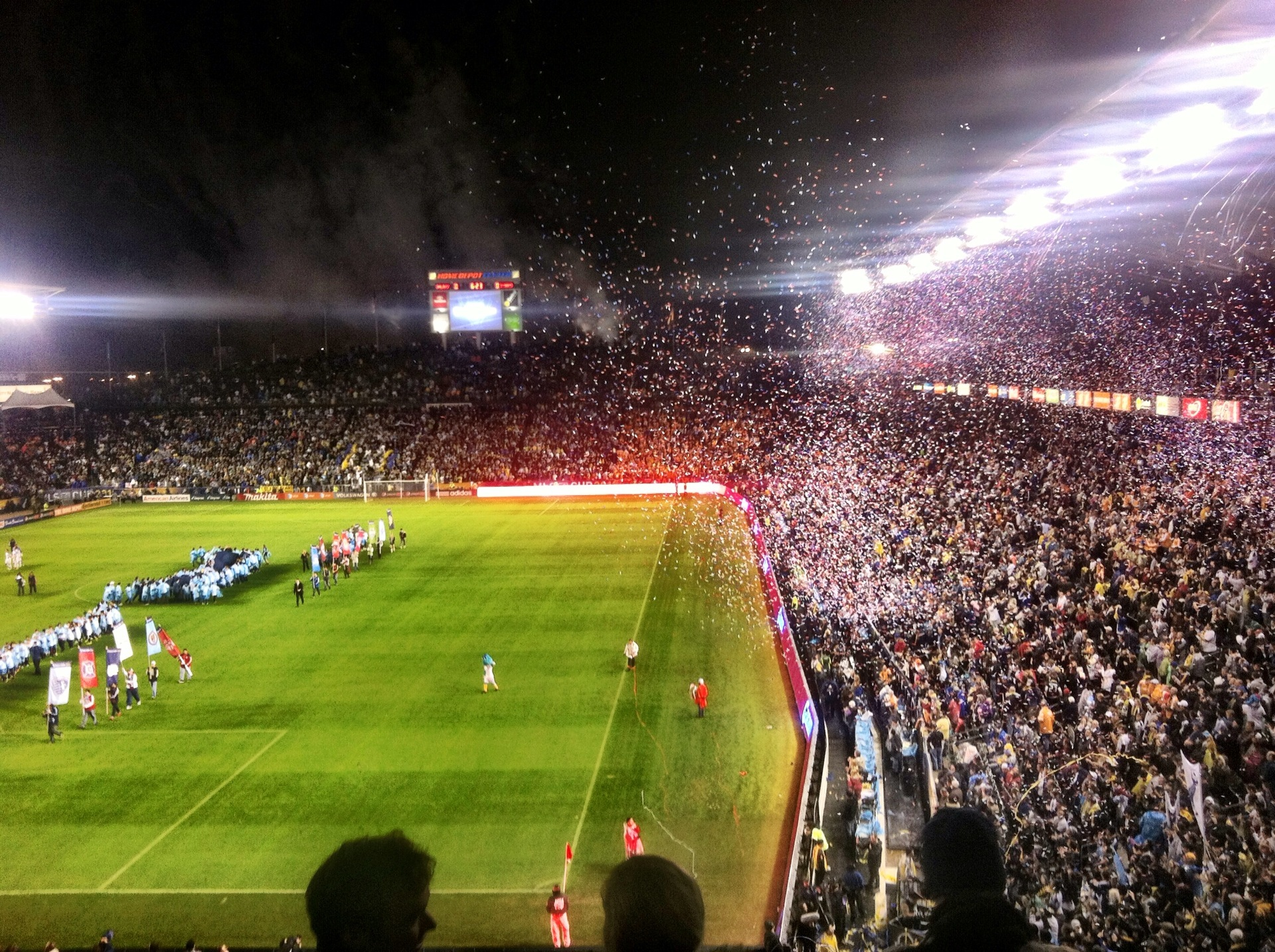
Final da Major League Soccer de 2011 no StubHub Center

A empresa é também ativa no esporte universitário, e contava com cerca de 35 parcerias neste ramo em novembro de 2013, incluindo com a Universidade do Texas, Michigan e USC. No mesmo ano, a StubHub comprou o direito de colocar a sua marca no complexo esportivo da equipe Los Angeles Galaxy, que foi então renomeado como StubHub Center. Em maio de 2016, a equipe de basquete Philadelphia 76ers, que joga pela NBA, anunciou um acordo de patrocínio de três anos com a StubHub a partir da temporada 2017-2018. 
No Brasil, a StubHub fechou um acordo de parceria com a Confederação Brasileira de Rugby em 2017. A empresa estampou sua logo na camisa da equipe brasileira, e foi parceira de venda de ingressos para os jogos do American Rugby Championship no país. A empresa também vende ingressos para competições esportivas internacionais no site brasileiro, em língua e moedas locais.
No ramo musical brasileiro, a StubHub foi parceira do festival Rock in Rio de 2017. A empresa foi a plataforma oficial de venda de ingressos para o festival no exterior. O festival aconteceu entre os dias 15 e 17 e 21 e 24 no Rio de Janeiro.

## Funcionamento
Para vender um ingresso, o usuário precisa fazer um cadastro e inserir as informações sobre o evento, data, tipo de ingresso e o preço. O valor de venda do ingresso é fixado pelo vendedor, sem influência da StubHub. Este valor pode ser superior ou inferior ao preço nominal. O usuário também é responsável por enviar o ingresso até o comprador. Já o usuário comprador necessita fazer um cadastro e procurar os eventos disponíveis na ferramenta de busca do site.
No Brasil, os aplicativos para celular da StubHub ainda não estão disponíveis na App Store da Apple, ou Play Store dos aparelhos Android. Já nos Estados Unidos, a empresa investe em funcionalidades modernas em seus aplicativos como um recurso de realidade aumentada. Para o SuperBowl de 2018, a companhia anunciou um recurso que possibilita aos usuários ver um modelo 3D do estádio para escolher o melhor assento na hora da compra.

## Cronologia
2000 - Criação da StubHub nos Estados Unidos por Eric Baker e Jeff Fluhr.
2006 - Lançamento da garantia FanProtect, que cobre possíveis danos aos consumidores com um ingresso melhor ou igual ao comprado, ou reembolso da compra. 
2007 - eBay adquire StubHub por cerca de 310 milhões de dólares. 
2009 - Fundação da Ticketbis na Espanha. 
2013 - StubHub adquire o direito de nomear o estádio Home Depot, do Los Angeles Galaxy. 
2016 - StubHub adquire Ticketbis, sites internacionais da start-up espanhola adotam a marca americana. 
2017 - Primeiro acordo esportivo no Brasil, com a Confederação Brasileira de Rugby. 
2017 - Parceira do Rock in Rio para a venda de ingressos no exterior.

2018 - Lançamento do recurso de realidade aumentada no aplicativo americano. 